# Термодинамические потенциалы идеального газа
Во многих случаях для предсказания поведения реального газа допустимо использовать модель идеального газа. При работе с данной моделью широко применяются термодинамические потенциалы, которые в данном частном случае приобретают более простой для расчётов вид.

## Энтропия
Используя только результаты термодинамики, мы можем найти длинный путь в определении выражения для энтропии идеального газа. Это важный шаг, поскольку, согласно теории термодинамических потенциалов, если мы можем выразить энтропию как функцию U (U — термодинамический потенциал), объёма V и число частиц N, то мы получим полную формулировку термодинамического поведения идеального газа. Мы сможем вывести как закон идеального газа, так и выражение для его внутренней энергии.
Поскольку энтропия является полным дифференциалом, используя цепное правило, изменение энтропии при переходе от исходного состояния 0 в другое состояние с энтропией S можно записать в виде ΔS где
{\displaystyle \Delta S=\int _{S_{0}}^{S}dS=\int _{T_{0}}^{T}\left({\frac {\partial S}{\partial T}}\right)_{V}\!dT+\int _{V_{0}}^{V}\left({\frac {\partial S}{\partial V}}\right)_{T}\!dV,}
где идексные переменные могут быть функциями числа частиц N. Используя определение теплоёмкости при постоянном объёме для первого дифференциала и соответствующее соотношение Максвелла для второго, получим
{\displaystyle \Delta S=\int _{T_{0}}^{T}{\frac {C_{V}}{T}}\,dT+\int _{V_{0}}^{V}\left({\frac {\partial P}{\partial T}}\right)_{V}dV.}
Выражая CV в терминах ĉV как было показано в предыдущем разделе, дифференцируя уравнение состояния идеального газа и интегрируя получим
{\displaystyle \Delta S={\hat {c}}_{V}Nk\ln \left({\frac {T}{T_{0}}}\right)+Nk\ln \left({\frac {V}{V_{0}}}\right),}
что означает, что энтропия может быть выражена в виде
{\displaystyle S=Nk\ln \left({\frac {VT^{{\hat {c}}_{V}}}{f(N)}}\right),}
где все константы были включены в логарифм под выражением f(N), который является некоторой функцией числа частиц N имеющего ту же размерность VTĉV, чтобы аргумент логарифма был безразмерным. Теперь мы накладываем ограничение на энтропию, которая должна быть аддитивной величиной. Это будет означать, что когда параметры (V и N) умножаются на константу, то энтропия будет умножаться на одну и ту же константу. Математически
{\displaystyle S(T,aV,aN)=aS(T,V,N).}
Отсюда находим уравнение для функции f(N)
{\displaystyle af(N)=f(aN).}
Дифференцируя по отношению к a, установив a равным 1, а затем решеая дифференциальное уравнение, что в итоге приводит к f(N):
{\displaystyle f(N)=\Phi N,}
где Φ может изменяться для разных газов, но не зависит от термодинамического состояния газа. Она будет иметь размерность VTĉV/N. Подставляя в уравнение для энтропии
{\displaystyle {\frac {S}{Nk}}=\ln \left({\frac {VT^{{\hat {c}}_{V}}}{N\Phi }}\right).}
и используя выражение для внутренней энергии идеального газа, энтропия может быть записана:
{\displaystyle {\frac {S}{Nk}}=\ln \left[{\frac {V}{N}}\,\left({\frac {U}{{\hat {c}}_{V}kN}}\right)^{{\hat {c}}_{V}}\,{\frac {1}{\Phi }}\right].}
Поскольку это выражение для энтропии как функции U, V, и N, это фундаментальное уравнение, из которого могут быть получены все другие свойства идеального газа.

### Недостатки термодинамического подхода в определении энтропии идеального газа
Этот результат максимум, что можно получить использую только результаты термодинамики. Заметим, что приведенное выше уравнение ошибочно, так как по мере приближения температуры к нулю энтропия приближается к отрицательной бесконечности, что противоречит третьему закону термодинамики. В выше упомянутом «идеальном» развитии существует критическая точка, а не абсолютный нуль, при котором аргумент логарифма становится единицей, а энтропия становится равной нулю. Вышеприведенное уравнение является хорошим приближением только тогда, когда аргумент логарифма много больше единицы — понятие идеального газа нарушается при малых значениях V/N. Тем не менее, это «лучшее» значение для константы в том смысле, что предсказанная энтропия максимально приближена к фактической энтропии, учитывая ошибочное предположение об идеальности. Квантовомеханический вывод этой константы получен при выводе формулы Сакура — Тетроде выражающей энтропию одноатомного (ĉV = 3/2) идеального газа. В этой формуле константа зависит только от массы газовой частицы. Уравнение Сакура — Тетроде также страдает от расходящейся энтропии при абсолютном нуле, но является хорошим приближением для энтропии одноатомного идеального газа при достаточно высоких температурах.

## Термодинамические потенциалы
Выражая энтропию как функцию T, V и N:
{\displaystyle {\frac {S}{kN}}=\ln \left({\frac {VT^{{\hat {c}}_{V}}}{N\Phi }}\right).}
Химический потенциал идеального газа рассчитывается из соответствующего уравнения состояния
{\displaystyle \mu =\left({\frac {\partial G}{\partial N}}\right)_{T,P},}
где G свободная энергия Гиббса равная U + PV − TS, так что
{\displaystyle \mu (T,V,N)=kT\left({\hat {c}}_{P}-\ln \left({\frac {VT^{{\hat {c}}_{V}}}{N\Phi }}\right)\right).}
Термодинамические потенциалы для идеального газа теперь можно записать как функции T, V, и N в виде
| {\displaystyle U\,} |                            | {\displaystyle ={\hat {c}}_{V}NkT\,} |
| {\displaystyle A\,} | {\displaystyle =U-TS\,}    | {\displaystyle =\mu N-NkT\,}         |
| {\displaystyle H\,} | {\displaystyle =U+PV\,}    | {\displaystyle ={\hat {c}}_{P}NkT\,} |
| {\displaystyle G\,} | {\displaystyle =U+PV-TS\,} | {\displaystyle =\mu N\,}             |
где, как и раньше,
{\displaystyle {\hat {c}}_{P}={\hat {c}}_{V}+1.}
Наиболее информативный способ записи потенциалов заключается в их естественных переменных, так как каждое из этих уравнений можно использовать для вывода всех других термодинамических переменных системы. В терминах их естественных переменных термодинамические потенциалы идеального газа:
{\displaystyle U(S,V,N)={\hat {c}}_{V}Nk\left({\frac {N\Phi }{V}}\,e^{S/Nk}\right)^{1/{\hat {c}}_{V}},}
{\displaystyle A(T,V,N)=NkT\left({\hat {c}}_{V}-\ln \left({\frac {VT^{{\hat {c}}_{V}}}{N\Phi }}\right)\right),}
{\displaystyle H(S,P,N)={\hat {c}}_{P}Nk\left({\frac {P\Phi }{k}}\,e^{S/Nk}\right)^{1/{\hat {c}}_{P}},}
{\displaystyle G(T,P,N)=NkT\left({\hat {c}}_{P}-\ln \left({\frac {kT^{{\hat {c}}_{P}}}{P\Phi }}\right)\right).}
В статистической механике связь между свободной энергией Гельмгольца и статистической суммой является фундаментальной и используется для расчета термодинамических свойств материи.